# Святий Марин
Святий Марин (італ. San Marino diacono; Далмація (острів Раб) — 366, Сан-Марино) — пустельник і аскет, диякон, легендарний засновник Сан-Марино (301 рік), католицький святий.
Традиційно вважається, що він був найманим каменярем, який прибув з острова Раб з іншого боку Адріатичного моря (сучасна Хорватія), рятуючись від гонінь за свої християнські переконання. Він був посвячений в духовний сан диякона святим Гауденцієм, єпископом Брешії та Ріміні. Пізніше він був звинувачений однією божевільною жінкою в тому, що він є її чоловіком, котрий її кинув. Тоді Марино став відлюдником і почав жити біля гори Монте-Титано. Там він побудував каплицю і монастир. А монастирське життя вплинуло на формування республіки Сан-Марино.
День його пам'яті — 3 вересня, цей день також вважається днем заснування республіки Сан-Марино, який святкується в ній як національне свято. Згідно з легендою, він помер взимку 366 року і його останні слова були: «лат. Relinquo vos liberos ab utroque homine» («Залишаю вас вільними і від тої, і від іншої людини»).

## Галерея

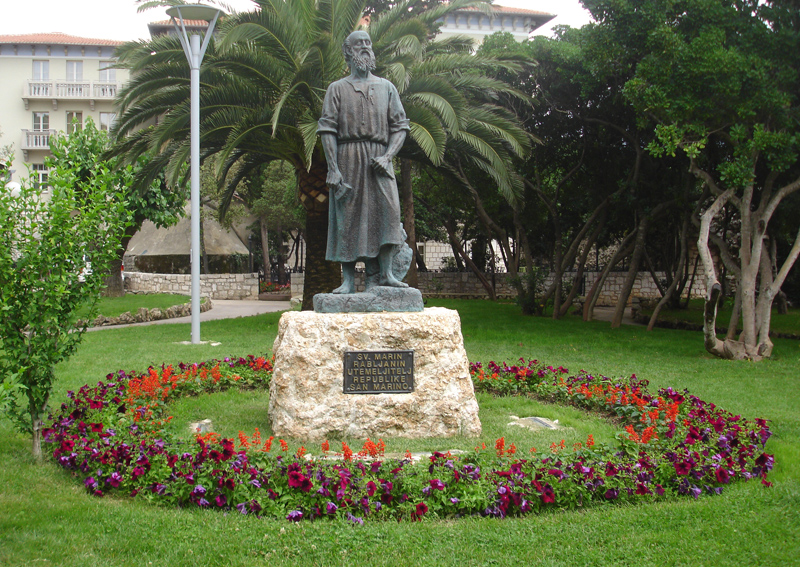
статуя святого Марина у місті Раб
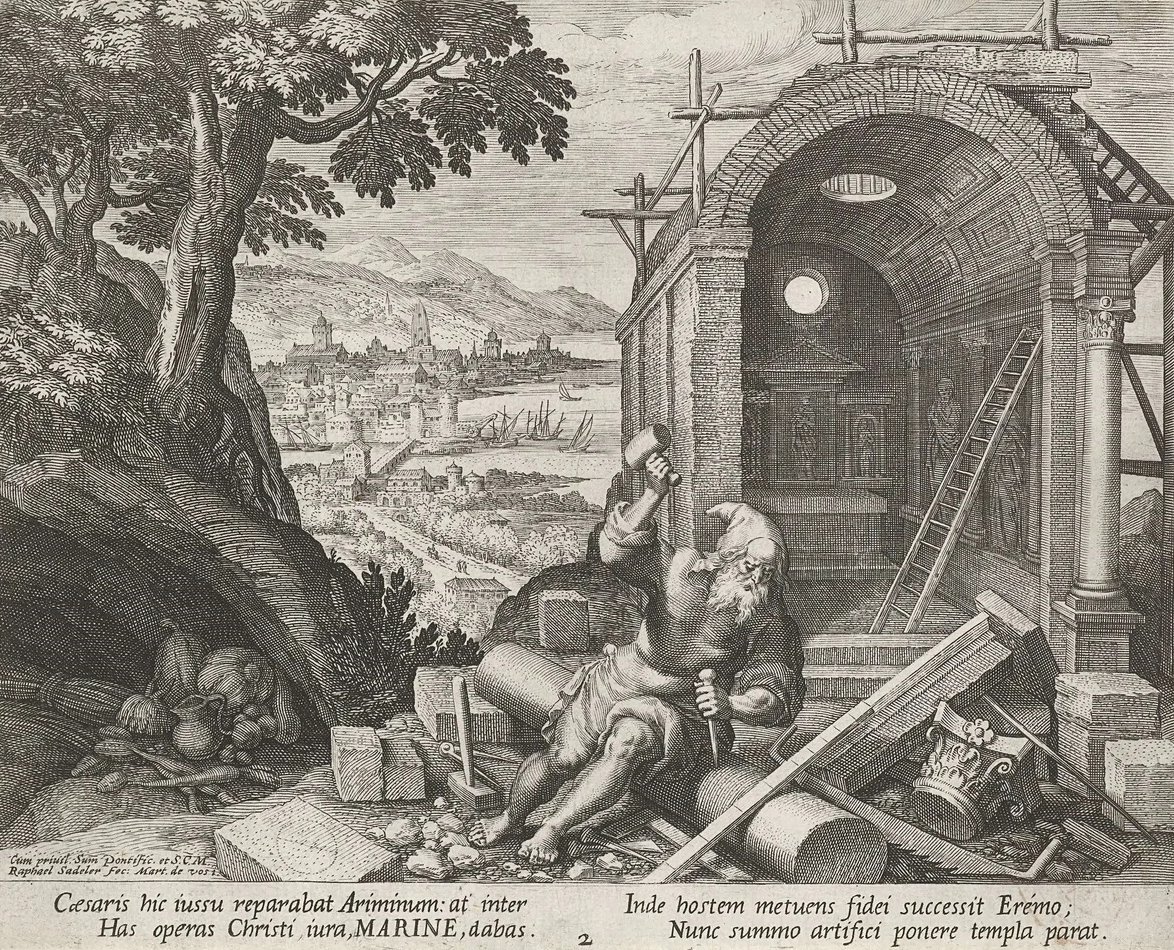
Святий Марин під час своєї роботи каменярем
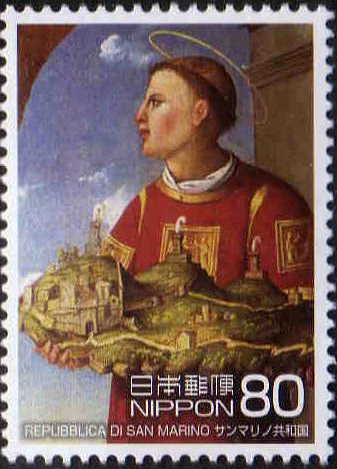
Святий Марин на поштовій марці (Японія)
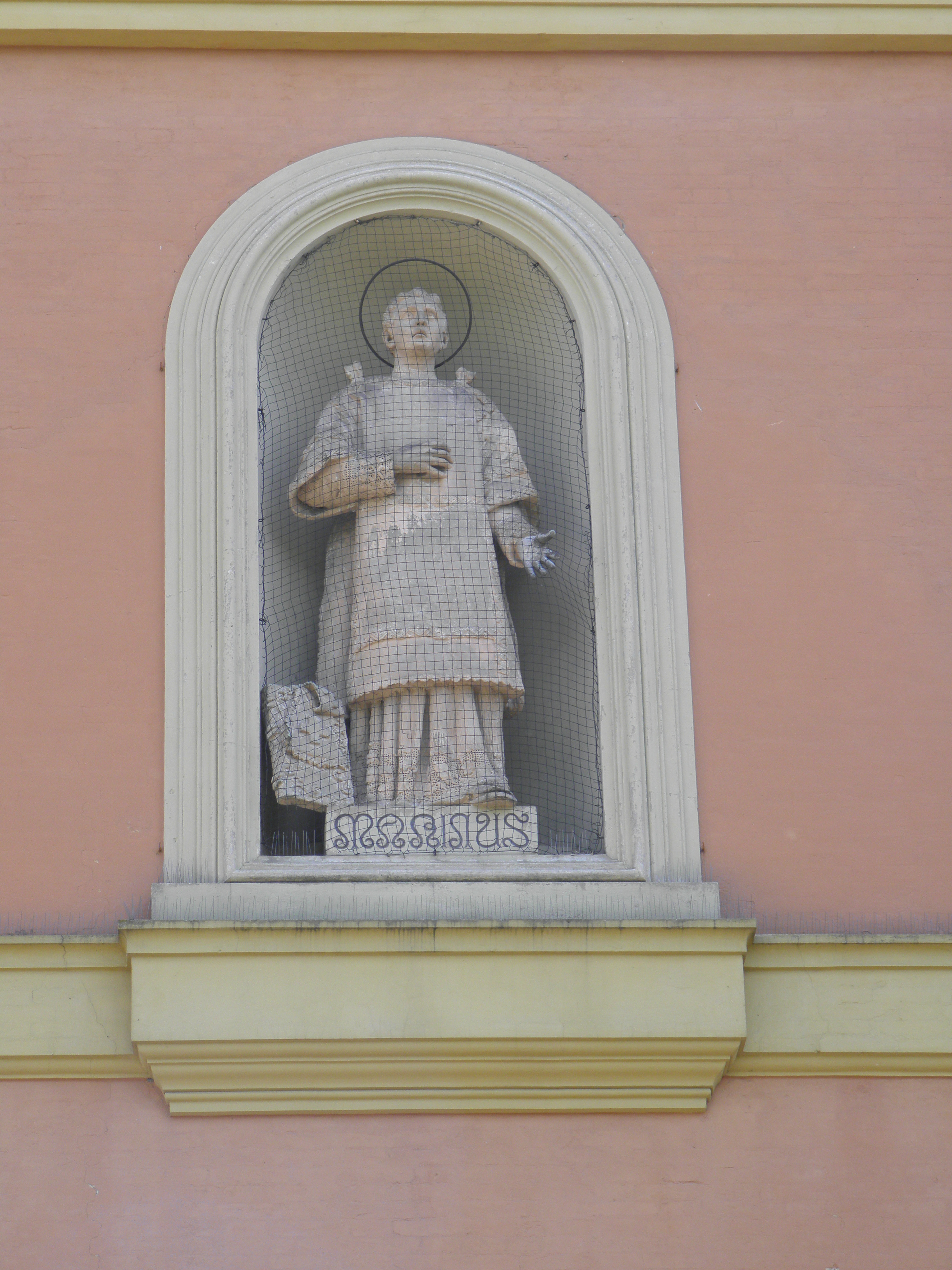
статуя святого Марина в ніші на фасаді парафіяльної церкви Сан-Марино у передмісті Бентівольйо.
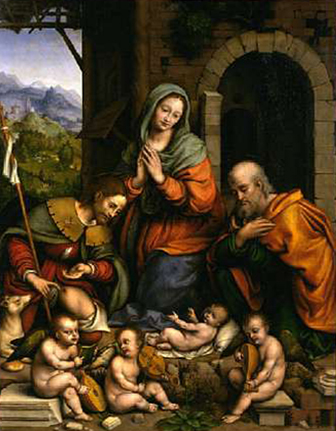
Святий Марин (картина, Павія)
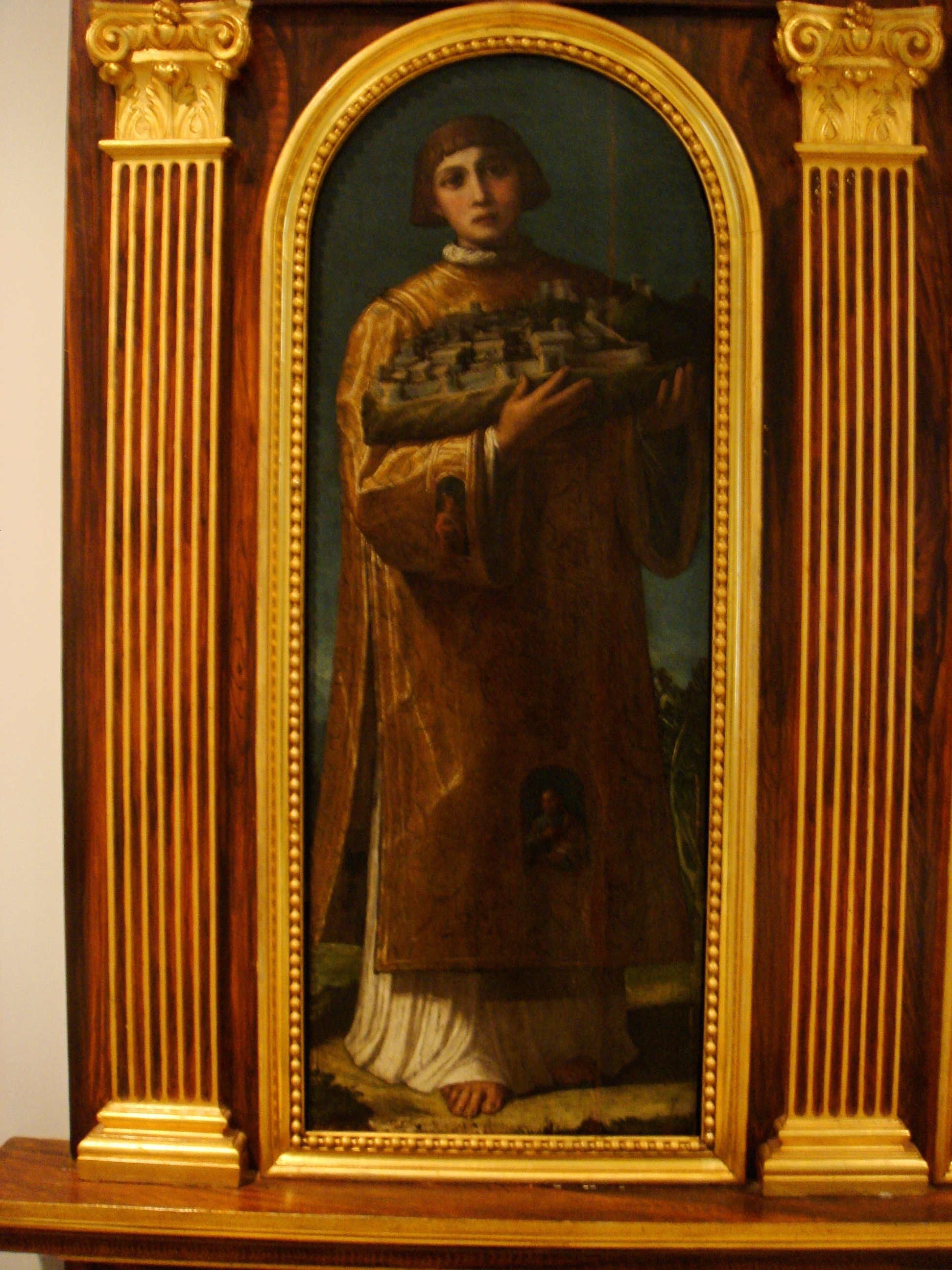
Святий Марин (картина, виставка в Національному музеї Сан-Марино, 1535 р.)
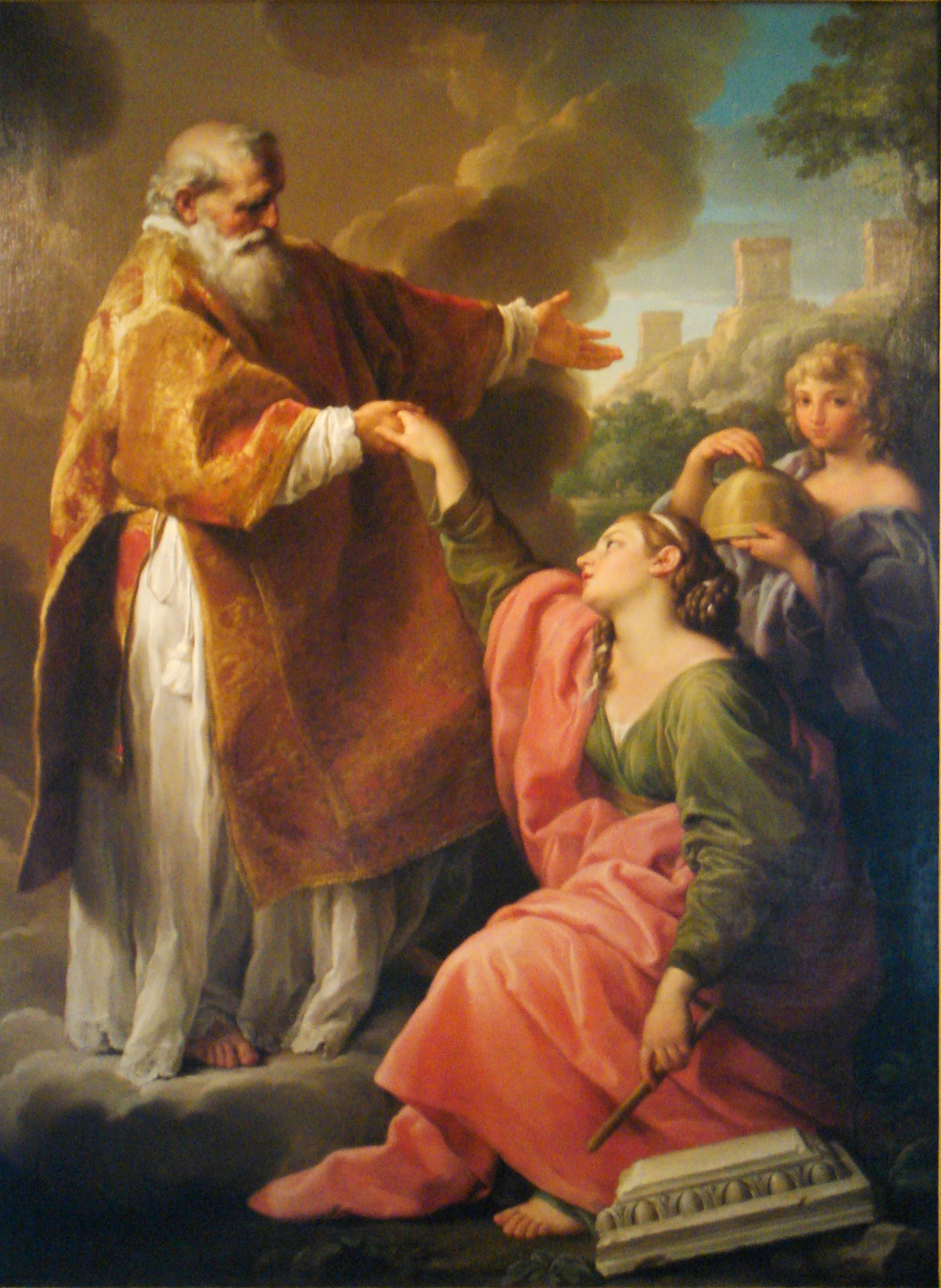
Святий Марин (картина, Державний музей Сан-Марино)
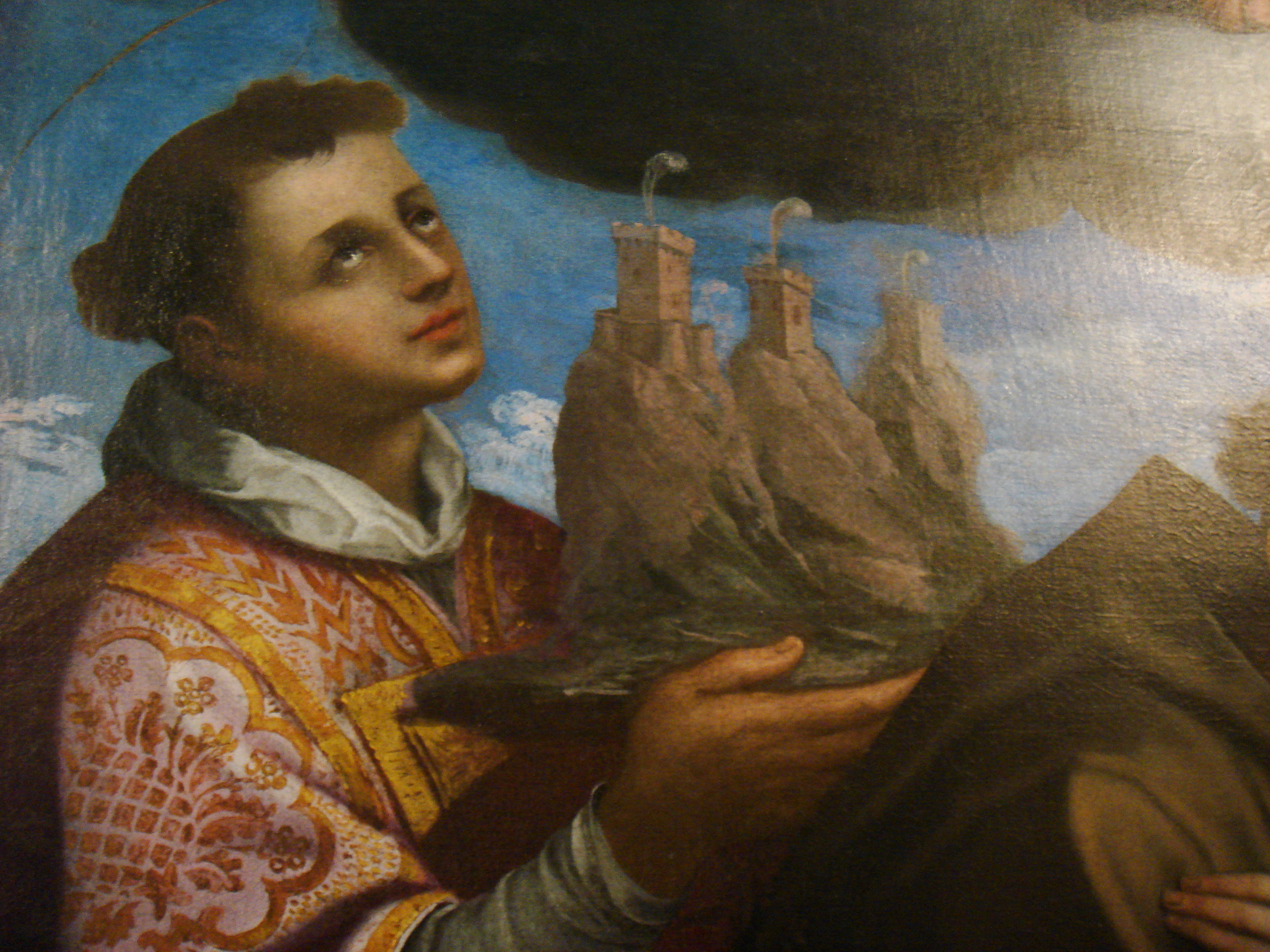
Святий Марин (картина, виставка в Національному музеї Сан-Марино, 1640 р.).